# Escopolamina
A escopolamina é um fármaco antagonista dos receptores muscarínicos, também conhecido como uma substância anticolinérgica e delirante. É o enantiómero da hioscina, l-hioscina. É obtida a partir de plantas da família solanaceae sendo um dos seus metabólitos secundários. Atua impedindo a passagem de determinados impulsos nervosos para o sistema nervoso central pela inibição da ação do neurotransmissor acetilcolina. É utilizada como antiespasmódico, principalmente em casos de úlcera do estômago, úlcera duodenal e cólica.

## Etimologia
O nome "escopolamina" provém do gênero Scopolia. O nome "hioscina" provém do nome científico do meimendro (Hyoscyamus niger).

## Farmacologia
A escopolamina é classificada como um fármaco antagonista competitivo no receptor muscarínico. Por isso também pode ser chamada de droga anticolinérgica ou anti-muscarínica. O seu efeito de taquicardia pronuncia-se ao bloquear o receptor M2 no coração (M2 acoplado a proteína G inibitória (Gi) que causa bradicardia - efeito cronotrópico e dromotrópico, decorrente da ação NSA e AV, não apresentando efeito inotrópico, pois o tecido cardíaco não apresenta receptores colinérgicos, apenas de catecolaminas). Causa broncodilatação pelo relaxamento da musculatura lisa (receptores M1 e M2 ativados por IP3).
Na forma de butilbrometo de escopolamina (que possui muito pequena lipossolubilidade), comercializada como Buscopan o fármaco, depois de ingerido, praticamente não atravessa a barreira hematoencefálica, impedindo seus efeitos delirantes típicos. Ao ser fumado, contudo, o fármaco chega ao cérebro sem precisar atravessar a barreira, de forma que pode causar os efeitos típicos e mesmo overdose.

## Uso médico
A escopolamina é utilizada na medicina para o tratamento dos seguintes sintomas:
- Náusea e vômitos pós-operatórios e enjoo em alto mar, sendo utilizada então por mergulhadores.[6][7]
- Enjoos de movimento
- Espasmos gastrointestinais
- Espasmos renais ou biliares
- Auxilio para endoscopia e radiologia gastrointestinais
- Síndrome do intestino irritável
- Sialorréia induzida por clozapina
- Cólicas intestinais
- Inflamações da conjuntiva e para exames oftálmicos[8]

É utilizada ocasionalmente como uma medicação pré-cirúrgica, especialmente com o intuito de reduzir as secreções do trato respiratório. Mais comumente de forma intravenosa.

## Uso cultural

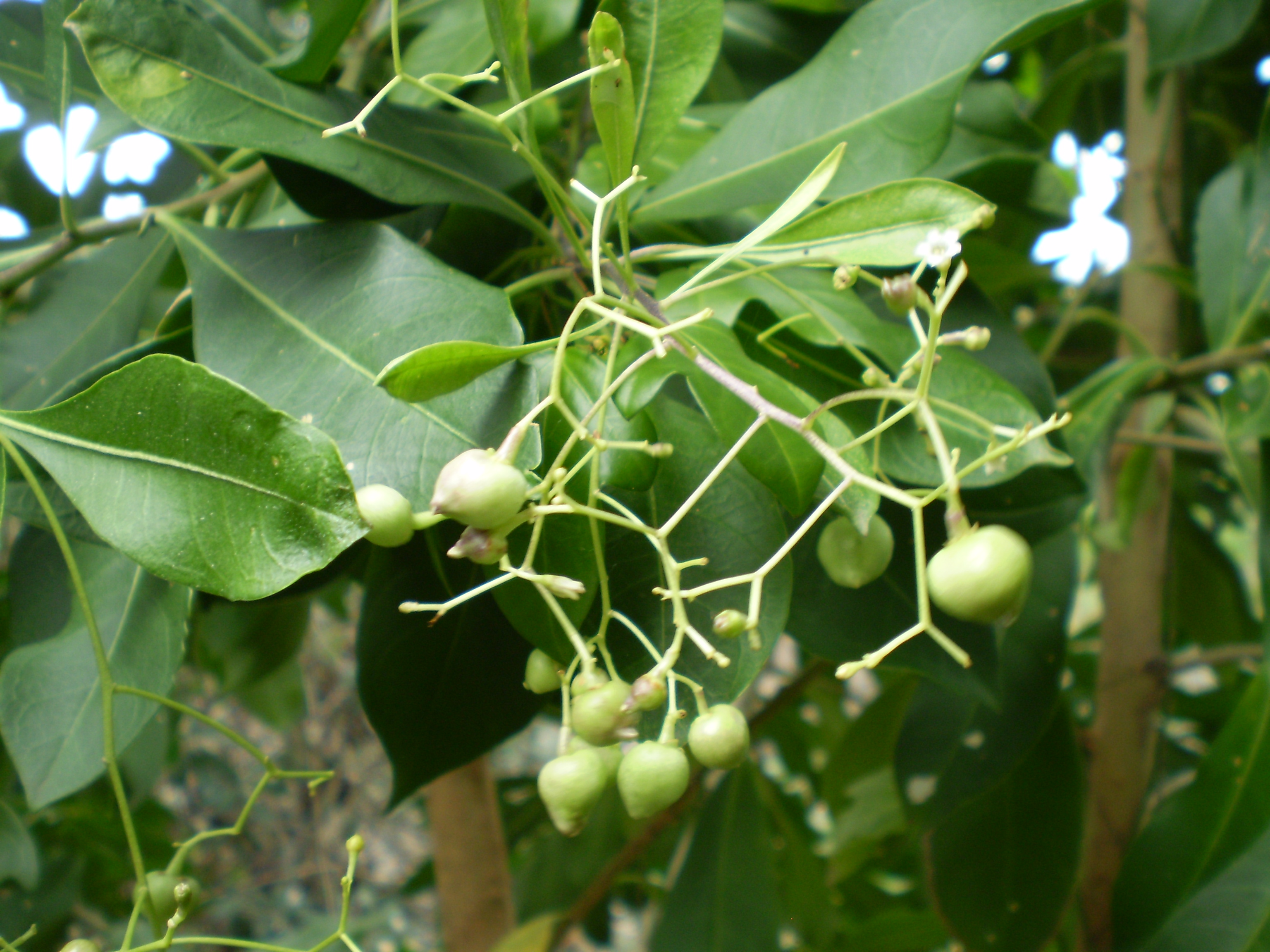
[http://en.wikipedia.org/wiki/Duboisia_myoporoides Duboisia myoporoides

Os efeitos delirantes da escopolamina, provocados por seu antagonismo muscarínico, são por vezes aproveitados para fins recreativos através de preparações de chás de plantas dos gêneros Datura e Brugmansia, especialmente por jovens. Os perigos associados ao uso, contudo, tanto de sequelas físicas quanto de viagens ruins, com alucinações e delírios agressivos com febre e confusão mental, diminuem a popularidade do uso. No Brasil, o consumo de escopolamina ocorre através de um preparado de Brugmansia suaveolens, conhecido como "chá de trombeta".
Também há registros de uso enteogênico, incluindo, possivelmente, o óleo do sábado usado na bruxaria europeia.

## Efeitos colaterais
A escopolamina é classificada como uma substância anticolinérgica, possui efeitos alucinógenos fortes, seu uso inadequado pode causar efeitos colaterais como: boca seca, pupilas dilatadas, garganta seca, cessação da produção de saliva, mucosas nasais e suor, tornando a pele quente, seca e ruborizada, tontura, náuseas, vômitos, alucinações e delírios.
O uso excessivo tanto da escopolamina quanto de qualquer outra substância anticolinérgica pode causar um quadro clínico conhecido como síndrome anticolinérgica.

## Implicações legais
O uso ilícito da escopolamina tem sido relatado em contextos criminais devido aos seus efeitos de indução à amnésia, desorientação e diminuição da resistência das vítimas, o que levanta preocupações em áreas como segurança pública e investigação forense. A substância, de difícil detecção sensorial, pode ser empregada sem o conhecimento da pessoa exposta. Casos desse tipo foram inicialmente documentados na Colômbia, com registros posteriores em países como Reino Unido e França. Os efeitos colaterais imediatos incluem náuseas, tontura e confusão mental, enquanto impactos psicológicos mais duradouros, como perda de memória, também têm sido relatados. Sua rápida metabolização representa um desafio adicional para a identificação toxicológica e a responsabilização jurídica dos envolvidos. No Brasil e em Portugal, a escopolamina é legalmente restrita ao uso médico e clínico, sendo vedado seu uso fora desses contextos, inclusive para fins recreativos ou ilícitos.